# San Bartolomé de Tirajana (gemeente)
San Bartolomé de Tirajana is een gemeente in de Spaanse provincie Las Palmas in de regio Canarische Eilanden met een oppervlakte van 333 km². San Bartolomé de Tirajana telt 53.829 inwoners (1 januari 2016). De gemeente ligt op het eiland Gran Canaria. Behalve de gelijknamige hoofdplaats liggen in gemeente nog een aantal andere plaatsen.

## Belangrijkste plaatsen in de gemeente
- Fataga
- Maspalomas
- Meloneras
- Playa del Inglés
- San Agustin
- San Bartolomé de Tirajana
- El Tablero

## Demografische ontwikkeling
Bron: INE; 1857-2011: volkstellingen
Hoofdstad: Las Palmas de Gran Canaria

Gemeenten / gemeentelijke hoofdsteden: Agaete · Agüimes · Artenara · Arucas · Firgas · Gáldar · Ingenio · La Aldea de San Nicolás · Mogán · Moya · San Bartolomé de Tirajana · Santa Brígida · Santa Lucía de Tirajana · Santa María de Guía de Gran Canaria · Tejeda · Telde · Teror · Valleseco · Valsequillo de Gran Canaria · Vega de San Mateo

Overige plaatsen: Arguineguín · Fataga · Maspalomas · Playa del Inglés · Puerto de las Nieves · Puerto de Mogán · Puerto Rico · San Agustín